# Central Nuclear de Barsebäck
A Central nuclear de Barsebäck - em sueco Barsebäcks kärnkraftverk - estava localizada na proximidade da localidade sueca de Barsebäck, na costa da província histórica da Escânia, entre as cidades de Malmö e  Landskrona, localizadas na margem sueca do Estreito de Öresund, entre a Suécia e a Dinamarca.
Os seus dois reatores foram construídos em 1975 e 1977, e desativados em 1999 e 2005, depois de numerosos protestos devido a estarem muito perto e constiturem um grande perigo para a cidade de Copenhaga, capital da Dinamarca. O seu desmantelamento está previsto começar em 2020 e levar 7 anos a concluir.